# جورج أ. سيمونز
جورج أ. سيمونز هو محامي وسياسي أمريكي، ولد في 8 سبتمبر 1791 في مقاطعة غرافتون في الولايات المتحدة، وتوفي في 27 أكتوبر 1857 في مقاطعة إيسيكس في الولايات المتحدة. نشط حزبياً في حزب اليمين. وقد انتخب عضو مجلس النواب الأمريكي ‏.